# Humberto Mariles Cortés
Humberto Mariles Cortés, född 13 juni 1913 i Parral, död december 1972 i Paris, var en mexikansk ryttare.
Han blev olympisk mästare i hoppning vid sommarspelen 1948 i London.